# Birthe Wingren
Birthe Ulrika Wingren, född 22 januari 1967 i Basel, Schweiz, är en finländsk skådespelare. 

## Biografi
Wingren föddes i Schweiz men växte upp i Jakobstad i Finland. Hon studerade vid skådespelarlinjen på Teaterhögskolan i Helsingfors, och utexaminerades 1991. Därpå följde tre år vid Åbo Svenska Teater där hon debuterade i rollen som Anne i La Cage Aux Folles. Birthe har sedan frilansat som skådespelare vid olika finlandssvenska och finska teatrar.
Hon filmdebuterade 1991 och har haft roller i Colorado Avenue (2007) och Jag saknar dig (2011). Hon spelade rollen som Ulrika i Svenska Teaterns uppsättning av Kristina från Duvemåla 2012–13 i Helsingfors. Hon spelade samma roll i Göteborgsoperans uppsättning av musikalen hösten 2014 och våren 2015 samt spelar rollen i uppsättningen på Cirkus i Stockholm 2015-2016.
Hon är gift med den finländske skådespelaren Ville Virtanen.

## Filmografi (i urval)
- 2000 – Falkenswärds möbler (TV-serie)
- 2007 – Colorado Avenue
- 2011 – Jag saknar dig
- 2011 – Där vi en gång gått
- 2011 – Tatort (TV-serie)
- 2020 – Spring Uje spring
- 2020 – Kalifat (TV-serie)
- 2020 – Se upp för Jönssonligan
- 2022 – Beck – Dödsfällan

## Teater

### Roller (ej komplett)
| År   | Roll          | Produktion                                                                          | Regi            | Teater                   |
| ---- | ------------- | ----------------------------------------------------------------------------------- | --------------- | ------------------------ |
| 2004 | Ljuba         | En ängel flög förbi Marcus Groth                                                    | Marcus Groth    | Svenska Teatern          |
| 2008 | Eva Perón     | Evita Andrew Lloyd Webber och Tim Rice                                              | Georg Malvius   | Åbo Svenska Teater       |
| 2011 | Sally Bowles  | Cabaret John Kander, Fred Ebb och Joe Masteroff                                     | Georg Malvius   | Svenska Teatern          |
| 2015 | Ulrika        | Kristina från Duvemåla Benny Andersson, Björn Ulvaeus, Lars Rudolfsson och Jan Mark | Lars Rudolfsson | Cirkus, Stockholm        |
| 2017 | Helen Bechdel | Fun Home Lisa Kron och Jeanine Tesori                                               | Carolina Frände | Kulturhuset Stadsteatern |
| 2018 |               | Ilya Lars Rudolfsson                                                                | Lars Rudolfsson | Kulturhuset Stadsteatern |